# Bonson (Alpes-Maritimes)
Bonson település Franciaországban, Alpes-Maritimes megyében. Lakosainak száma 728 fő (2022. január 1.). Bonson Gilette, Levens, Revest-les-Roches, La Roquette-sur-Var, Tourette-du-Château és Utelle községekkel határos.

## Népesség
A település népességének változása:
| Lakosok száma | 232  | 288  | 456  | 660  | 727  | 737  | 737  | 731  | 723  | 728  |
|               | 1968 | 1982 | 1990 | 2006 | 2013 | 2015 | 2017 | 2019 | 2020 | 2022 |